# Matchoi Djaló
Matchoi Bobó Djaló (2003. április 10. –) portugál labdarúgó, az FC Paços de Ferreira játékosa, középpályás.

## Pályafutása

### FC Paços de Ferreira
A Paços de Ferreira sajátnevelésű játékosa, 2019-ben mutatkozott be a Benfica ellen. Bemutatkozásával rekordot állított, hiszen 16 évesen és 122 naposan a legfiatalabban debütáló játékos lett a portugál élvonalban.

## Családja
Apja Bobó Djalo volt Bissau-guineai labdarúgó válogatott.